# Planetariet
 Denne artikel omhandler Planetariet i Jels, tidligere "Orion Planetarium". For "Planetariet" i København, se Planetarium (København).
Orion Planetarium, det oprindelige planetarie i Jels har ændret navn til Planetariet og er blevet omdannet til et kultur og eventsted, hvor der afholdes foredrag, intim koncerter mv. Orion Planetarium var et planetarium beliggende i Jels på Søvej 36. Planetariet åbnede i 1993, men måtte lukke pr. 31/12-2016 da en af ejerne, Aarhus Universitet, trak driftstøtten. I efteråret 2021 har Pro-Plan Interaktiv A/S købt ejendommen og åbnet det igen som et kultur- og eventsted.
Ud over planetariesalen findes et lille observatorium. Ved planetariet finder man desuden begyndelsen på Jels Natur- og Planetsti.
Planetariet besøgtes årligt af omkring 15.000 gæster, hvoraf ca. 1/3 udgjordes af skoleelever, der benyttede planetariets skoletjeneste. Daglig leder af planetariet var Lars Petersen, der har en ph.d. i astronomi fra Aarhus Universitet.

## Planetariet
Planetariets hjerte er en 11 meter stor kuppel med plads til 60 gæster, hvor nattehimlens stjerner og planeter kan gengives via en projektor af mærket ZKP3 fra firmaet Zeiss GmbH i Tyskland.

## Observatoriet
Ved planetariet ligger også et lille observatorium, der kan bruges til at fremvise stjernehimlen for de besøgende.

## Historie
Orion Planetarium åbnede den 1. juli 1993 på initiativ fra en gruppe amatørastronomer og med ildsjælen Henrik Nielsen fra Vojens i Sønderjylland i spidsen. I en periode søgte gruppen midler fra fonde, men da disse var svære at opdrive, endte det med at man valgte byen Jels, da man her kunne få egnsudviklingsstøtte fra EU, idet Rødding kommune havde denne mulighed. Gruppen stiftede en privat fond, der slutteligt opnåede finansieringen, der således kom fra Sønderjyllands Amt, der allerede var opnået af projektgruppen; EU midler samt et lån fra Danske Bank. I de 4 første år blev Orion Planetarium drevet af fonden "Orion Fonden", men i september 1997 blev driften overtaget af Det Naturvidenskabelige Fakultet på Aarhus Universitet.
Ved annoncering af lukningen i efteråret 2016, forsøgte lokale ildsjæle at rejse midler til fortsat drift, men kunne ikke forhindre denne. En støtteforening, Orion Planetariums Venner, arbejdede dog på at kunne genåbne planetariet, og fik resten af 2017 til forsøget.
I 2020 kom der en ny forening på banen med visioner for planetariebygningen ved navn "Orion Univers". 